# East St. Louis Toodle-Oo
East St.Louis Toodle-Oo è un brano jazz del 1926 composto da Duke Ellington e Bubber Miley, registrato con vari titoli ed etichette tra il 1926 e il 1930.  È una delle prime composizioni e uno dei principali esempi degli arrangiamenti jungle style di Duke Ellington.

## Storia
La prima registrazione (Vocalion) rivela uno stile musicale unico, prontamente riconosciuto tale da Irving Mills, noto come "musica della giungla".
Mills offrì a Ellington la possibilità di registrare con l'importante etichetta Vocalion: in novembre incisero quattro facciate, tra cui St.Louis Toodle-Oo, che venne pubblicata. In breve tempo Duke Ellington si rivelò un serio concorrente "hot jazz" per la competitiva Manhattan e acquisì una considerevole notorietà.
La seconda registrazione (Victor) è una testimonianza del primo periodo di Ellington al Cotton Club.